# بازل بوبل

أيقونة لعبة بازل بوبل

بازل بوبل (بالإنجليزية: Puzzle Bobble)‏ هي لعبة فيديو من نوع ألغاز، يمكن لشخص واحد أو شخصين اللعب بها صنعت بواسطة شركة تايتو.